# Martin Broberg
Erik Martin Broberg (Karlskoga, 24 settembre 1990) è un ex calciatore svedese, di ruolo centrocampista.

## Carriera
Broberg cresce a Karlskoga, città in cui nasce, dividendosi tra il vivaio del Karlskoga SK e quello del KB Karlskoga.
Nel 2007 si trasferisce al Degerfors, dove svolge due anni di settore giovanile prima di entrare a far parte della prima squadra, appena retrocessa in terza serie. Rimane al Degerfors per altri due stagioni (con la squadra tornata nel frattempo in Superettan).
Nel 2012 compie il salto in Allsvenskan con l'offerta da parte del Djurgården, con cui firma per quattro anni. Dopo un primo anno di transizione con sole 9 presenze all'attivo, conquista l'undici titolare in gran parte delle occasioni. Nel corso della stagione 2015, complici anche alcuni problemi fisici in precampionato, non colleziona presenze.
Il 15 luglio 2015, all'apertura della sessione estiva del calciomercato, diventa a tutti gli effetti un giocatore dell'Örebro. Qui si dimostra particolarmente ispirato in fase realizzativa: in una metà di stagione arriva a segnare un numero di reti superiore a quello di 6 anni e mezzo di carriera, con 10 gol realizzati che contribuiscono alla salvezza del suo nuovo club.
Il 21 dicembre 2016 passa ufficialmente ai norvegesi dell'Odd, con un contratto valido a partire dal 1º gennaio 2017.
Il 21 novembre 2018 viene reso noto il suo ritorno all'Örebro, a cui si lega a partire dal gennaio 2019 fino al 31 dicembre 2021. Dopo aver collezionato 18 presenze nell'Allsvenskan 2019 e 5 presenze tra l'agosto e il settembre 2020, Broberg è costretto a rimanere fuori causa per quasi un anno per via di problemi fisici, tornando in campo solo il 26 luglio 2021. A ottobre, tuttavia, è vittima di un serio infortunio al legamento crociato a due mesi dalla scadenza contrattuale con l'Örebro, mentre la squadra intanto scivolava verso la retrocessione.

## Palmarès

### Club

#### Competizioni nazionali
- Division 1 (Svezia): 1

Degerfors: 2009